# Hugues Evrad Zagbayou
Hugues Evrad Zagbayou (Gagnoa, 14 maggio 1990) è un calciatore ivoriano, centrocampista del Leixões.

## Carriera
Nella stagione 2008-2009 ha collezionato 18 presenze con l'ASEC Mimosas: 14 in campionato e 4 nella CAF Champions League.

## Palmarès

### Club

#### Competizioni nazionali
- Coppa della Costa d'Avorio: 3

ASEC Mimosas: 2008, 2011, 2013
- Campionato ivoriano: 2

ASEC Mimosas: 2009, 2010